# Вернер Бой
Вернер Бой (нім. Werner Boy; 4 травня 1879 — 6 вересня 1914) — німецький математик.

## Наукова діяльність
Був першовідкривачем і епонімом поверхні Боя — тривимірної проєкції дійсної проєктивної площини без особливих точок, першої в своєму роді. Він відкрив її в 1901 році після того, як його дипломний консультант Девід Гільберт попросив його довести, що дійсну проєктивну площину неможливо занурити у тривимірний простір. Бой намалював кілька моделей поверхні і виявив, що вона може мати 3-кратну обертальну симетрію, але не зміг знайти параметричну модель для поверхні. Лише в 1978 році Бернар Морен за допомогою комп'ютерів знайшов першу параметризацію.

## Життєпис
Після завершення дисертації Бой працював учителем середньої школи в Крефельді у Німеччині. Пізніше він повернувся вчителем до свого рідного міста Бармен (сьогодні Вупперталь). Загинув як солдат у перші тижні Першої світової війни 6 вересня 1914 року.

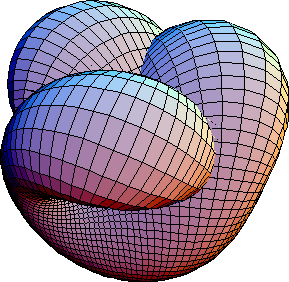
Поверхня Боя зверху (параметризація Браянта)